# 80 voglia di Brady
80 voglia di Brady (80 for Brady) è un film del 2023 diretto da Kyle Marvin.

## Trama
Quattro amiche ottantenni Lou, Trish, Maura e Betty sono grandi fan dei New England Patriots, in particolare del quarterback stella della squadra Tom Brady, essendo diventate fan nel 2001 mentre durante la celebrazione della fine con successo della chemioterapia di Lou. 15 anni dopo, le quattro donne celebrano la vittoria dei Patriots sui Pittsburgh Steelers nell'AFC Championship Game e fanno progetti per il Super Bowl. I biglietti sono costosissimi, perciò partecipano a un concorso per biglietti gratuiti per il Super Bowl di Houston condividendo le storie sui motivi del loro tifo per i Patriot. Lou annuncia alle amiche la vincita e si preparano per il viaggio. Il giorno del volo, gli altri fanno uscire Maura dalla sua casa di riposo con l'aiuto del suo compagno di residenza, Mickey.
A Houston, vanno alla NFL Experience, dove Betty vince una gara per mangiatori di ali di pollo organizzata da Guy Fieri, ma perde i biglietti. Trish incontra l'ex giocatore della NFL Dan O'Callahan e tra loro si forma un'attrazione reciproca, ma Trish è incerta perché non ha avuto una vita amorosa di grande successo; Dan la invita a una festa e le donne decidono di andare dopo aver appreso dello smarrimento dei biglietti perché sarà presente anche Fieri. Alla festa, alle donne vengono dati degli edibili alla cannabis che le disorientano gravemente. Maura partecipa a una partita di poker per acquistare potenzialmente nuovi biglietti, solo per scoprire che il gioco è per beneficenza; dona le sue vincite in beneficenza al suo principale concorrente, Gugu. Impossibile trovare Fieri, i quattro tornano al loro albergo.
Il giorno successivo, le donne tornano alla NFL Experience ma scoprono che è stata chiusa. Poi vanno alle feste intorno allo stadio NRG per vedere se possono acquistare dei biglietti dagli bagarini, ma non possono permetterseli. Trish trova i conduttori radiofonici da cui hanno vinto i biglietti e parla loro della situazione, ma sono confusi perché hanno dato i biglietti a un gruppo diverso. Betty trova Fieri sul portellone e recupera la borsa con i biglietti ma quando le donne tentano di entrare nello stadio, le guardie di sicurezza rivelano che i biglietti sono falsi. Lou confessa di aver acquistato i "biglietti" online per un prezzo esorbitante, poiché voleva avere un ultimo ricordo divertente con i suoi amici perché teme che il suo cancro possa essere tornato. Le altre donne la consolano e concordano sul fatto che, anche se non riuscissero a partecipare al gioco, sono soddisfatte di tutti gli altri loro ricordi. Incontrano Gugu, che li introduce di nascosto con il pretesto di essere ballerini di riserva per l'esibizione dell'intervallo di Lady Gaga in segno di gratitudine per le azioni di Maura la notte precedente.
Incontrano Dan che li invita nella sua suite come suoi ospiti. Preoccupati mentre guardano gli Atlanta Falcons costruire un vantaggio di 28–3 sui Patriots, decidono di intrufolarsi nello stand dei coordinatori dei Patriots. Betty prende il controllo delle cuffie del coordinatore difensivo e gli fa una chiamata che porta ad un licenziamento, mentre Lou parla con Brady e gli dà un messaggio ispiratore. Il quartetto torna al palco e guarda Brady guidare i Patriots alla vittoria. Maura rivela di aver recuperato i soldi spesi da Lou per i biglietti falsi scommettendo sulla vittoria dei Patriots con il proprietario della suite. Le donne vengono avvicinate dalla sicurezza, scortate negli spogliatoi dei Patriots e ringraziate dai giocatori per la loro dedizione.
Tre anni dopo, Trish, Maura, Betty e Lou, insieme a Mickey e alla figlia di Lou, Sara, si preparano a guardare la prima partita di Brady con la sua nuova squadra, i Tampa Bay Buccaneers, e viene rivelato che Lou è in buona salute. [a] Qualche tempo dopo, le quattro donne si siedono su una spiaggia con Brady che discutono del loro pensionamento.

## Produzione

### Sviluppo
Nel febbraio 2022 è stato annunciato che Tom Brady, recentemente ritiratosi dal mondo dello sport, avrebbe prodotto e recitato in un film diretto e co-scritto da Kyle Marvin. Successivamente sono state apportate alcune modifiche alla sceneggiatura dopo che Brady decise di continuare a giocare professionalmente. Nello stesso mese è stata annunciata la partecipazione al film di Lily Tomlin, Jane Fonda, Rita Moreno e Sally Field nel ruolo delle quattro protagoniste.

### Riprese
Le riprese principali si sono svolte in California tra il marzo e il giugno 2022.

## Promozione
Il primo trailer del film è stato pubblicato il 17 novembre 2022.

## Distribuzione
Il film è stato distribuito nelle sale statunitensi il 3 febbraio 2023.